# O Quarto Homem
De vierde man (br/pt: O Quarto Homem) é um filme neerlandês, do gênero suspense, dirigido por Paul Verhoeven, baseado no livro de mesmo nome de Gerard Reve. O filme é estrelado por Jeroen Krabbé e Renée Soutendijk.

## Enredo
Gerard Reve (Jeroen Krabbé), um escritor alcoólatra, católico, inteligente e bissexual; ministrou uma palestra sobre seu estilo literário. Durante sua ida para Vlissingen, Gerard ele vai colecionando pistas do que lhe espera no futuro. Tudo no filme faz ligações com o evento principal em torno de uma possível morte. Na palestra, Gerard argumentou que não há uma divisão clara entre realidade e fantasia, entre mentira e verdade quando escreve. Também anunciou que nem ele mesmo sabe quando está mentindo ou falando sobre fatos. Lá ele se envolve sexualmente com sua tesoureira chamada Christine Halslag.